# 八ちゃん堂
株式会社八ちゃん堂（はっちゃんどう）は、福岡県みやま市山川町に本社を置く、たこ焼きなどの冷凍食品製造メーカー。また、フランチャイズによる固定店舗や移動販売も展開している企業である。社名の「八ちゃん」はたこの足が八本であることに由来する。漢字の「八」が末広がりの意味を持つことに由来しているという説もある。

## 沿革
- 1977年2月 創業者である川邊義隆が、父親が経営する自動車会社を退職し、移動販売車両によるたこ焼きの販売を開始。
- 1977年9月 移動販売に続き、固定店舗による販売形態をスタート。カプセル式店舗1号店オープン、フランチャイズ展開開始。
- 1978年7月 有限会社八ちゃん堂設立（資本金300万円）。
- 1981年7月 株式会社に組織変更。
- 1982年8月 日本初となる冷凍たこ焼き・冷凍お好み焼き製造、販売開始。
- 1991年12月 瀬高町文広に新工場完成、翌年1月稼動開始。
- 1993年11月 山川町尾野に新工場完成。
- 1995年5月 100％子会社「株式会社百菜房」設立。冷凍焼きなすの製造・販売開始。
- 1996年6月 ベトナム・ホーチミン市に100%子会社「八ちゃん堂VN Co., Ltd.」設立（冷凍焼きなす製造）。
- 1998年11月 全九州でテレビCM放映開始。
- 2001年3月 本社及び山川工場でISO9001認証を取得。
- 2002年3月 福岡営業所開設。
- 2006年3月 農業生産法人「株式会社百菜房ファーム」設立。
- 2009年9月 冷凍たいやき販売開始。
- 2010年1月 冷凍皮むきみかん「むかん」販売開始。

## 事業所
- 本社及び山川工場 - 〒835-0102 福岡県みやま市山川町尾野736番地
- 山川第二工場 - 〒835-0011 福岡県みやま市瀬高町松田146
- 瀬高工場 - 〒 835-0022 福岡県みやま市瀬高町文廣1968番地
- 福岡営業所 - 〒812-0008 福岡市博多区東光2丁目16－23
- 工場直売所 - 〒835-0102 福岡県みやま市山川町尾野826‐1（本社及び山川工場　入り口横）

## テレビCM
「ほんわかふんわかほんわかほい」で知られる同社のコマーシャルソングは、移動販売を行なっていた頃から使用されているものであり、九州・山口では広く知られている。また、ユニークなキャラクターや奇抜な有名人を起用することで注目を浴びることが多い。
- 2002年にはサッカー・ワールドカップ決勝の審判を務め、スキンヘッドの審判として日本中で話題となったピエルルイジ・コッリーナを起用。日本で初めてCMキャラクターとして出演したCMとなり九州だけで放送されたにもかかわらず、全国的に注目を集めることとなり、国内も含め、世界中のメディアから取材が殺到した。
- 2005年にはライブドア前社長で、少年時代には移動販売のたこ焼きをよく食べていた堀江貴文（福岡県八女市出身）を起用。しかし堀江が証券取引法違反で逮捕された為、放映を取りやめた。なお、新聞広告には「想定外」という文字だけの広告になった。この「想定外」とは、当時堀江が多用していたフレーズ「想定内」を引用したコピーである。
- 2011年には企画会議の場において担当者が当時動画サイトで話題となっていた「グレートありがとうさぎ」を披露したところ、社長が非常に気に入り、その場で動画制作のオファーを指示し「解凍戦士タコヤキンガーZ篇」が完成。完成した動画を動画サイトにアップしたところ、一週間で4万を超えるアクセスを集め、日本テレビの番組『ZIP!』で紹介されることとなった。当初はWEB限定のCMとして企画されていたが、完成した動画のクオリティが高く人気を集めたため、急遽地上波CMとしても放送されることとなった。
- 地上波CMのリニューアルに際し、テーマ曲の作詞作曲を音楽家の山本正之に依頼。歌手には水木一郎を起用しようとしたがスケジュールが合わず断念。歌も山本正之が歌うこととなった。
- 声優の野沢雅子を起用したCMの収録時に、現場に居合わせた社長がその場で野沢雅子のマネージャーである吉田理保子にも出演オファーをしたが、引退を理由にあっさり断られる。

## CM出演者
現在
- マオ（シド）
- 由地成美（元LinQ）

過去
- 八ちゃん坊や「踊る八ちゃん坊や篇」
- タコヤキンガーZ「解凍戦士タコヤキンガーZ　発動篇」（WEB限定CM）
- 山本まさゆき「解凍戦士タコヤキンガーZ山本正之Ver篇」（歌の出演）
- 野沢雅子「踊る八ちゃん坊や野沢雅子さん篇」（声の出演）

- ピエルルイジ・コッリーナ
- 堀江貴文
- 水前寺清子（歌の出演）
- 岸田麻佑